# Transsimyra
Transsimyra là một chi bướm đêm thuộc họ Noctuidae.